# Fülöp Kocsis
Pour les articles homonymes, voir Kocsis.
Péter Fülöp Kocsis, né le 13 janvier 1963 à Szeged (Hongrie), est un prélat catholique de rite byzantin. En 2008, il est nommé évêque de Hajdúdorog et en devient archevêque en 2015. Il est ainsi métropolite de Hajdúdorog des Byzantins, c'est-à-dire chef de l'Église grecque-catholique hongroise.

## Biographie

### Études et vie monastique
Il étudie d'abord à l'Académie théologique grecque-catholique de Saint Atanáz puis à l'université pontificale salésienne de Rome. Il est ensuite ordonné prêtre en 1989. Il enseigne alors à l'école primaire puis à l'université d'Hajdúdorog entre 1990 et 1992. De 1992 à 1995, il exerce la charge de curé de Tornabarakony. Puis, en 1995, il entre au monastère bénédictin de Chevetogne, en Belgique. Le 6 novembre 1998, il professe les vœux monastiques devant Mgr Szilárd Keresztes. Il prend alors le nom monastique de Fülöp.

### Épiscopat
Le 2 mai 2008, le pape Benoît XVI le nomme évêque de Hajdúdorog et administrateur apostolique de Miskolc. En tant que tel, il est éparque métropolitain de Hajdúdorog des Byzantins, c'est-à-dire chef de l'Église grecque-catholique hongroise.
Il est alors consacré évêque le 30 juin 2008 par Mgr Szilárd Keresztes, assisté de Mgrs Ján Babjak et Milan Šašik. Le 5 mars 2011, Mgr Atanáz Orosz est nommé exarque apostolique de Miskolc ; Mgr Kocsis quitte ainsi ses fonctions d'administrateur apostolique. Le 20 mars 2015, le pape François élève l'éparchie de Hajdúdorog au rang d'archéparchie ; Mgr Kocsis en devient ainsi l'archevêque.
Le 27 juin 2015 il est nommé par le pape François, membre de la Congrégation pour les Églises orientales.